# Mohammad Reza Rostami
Mohammad Reza Rostami (pers. محمدرضا رستمی ;ur. 1999) – irański zapaśnik walczący w stylu klasycznym. Złoty medalista igrzysk solidarności islamskiej w 2021. Wicemistrz Azji w 2024. Pierwszy w Pucharze Świata w 2022. Trzeci na MŚ juniorów w 2019. Mistrz Azji juniorów w 2019 roku.